# Преображенская церковь в Корпусном городке

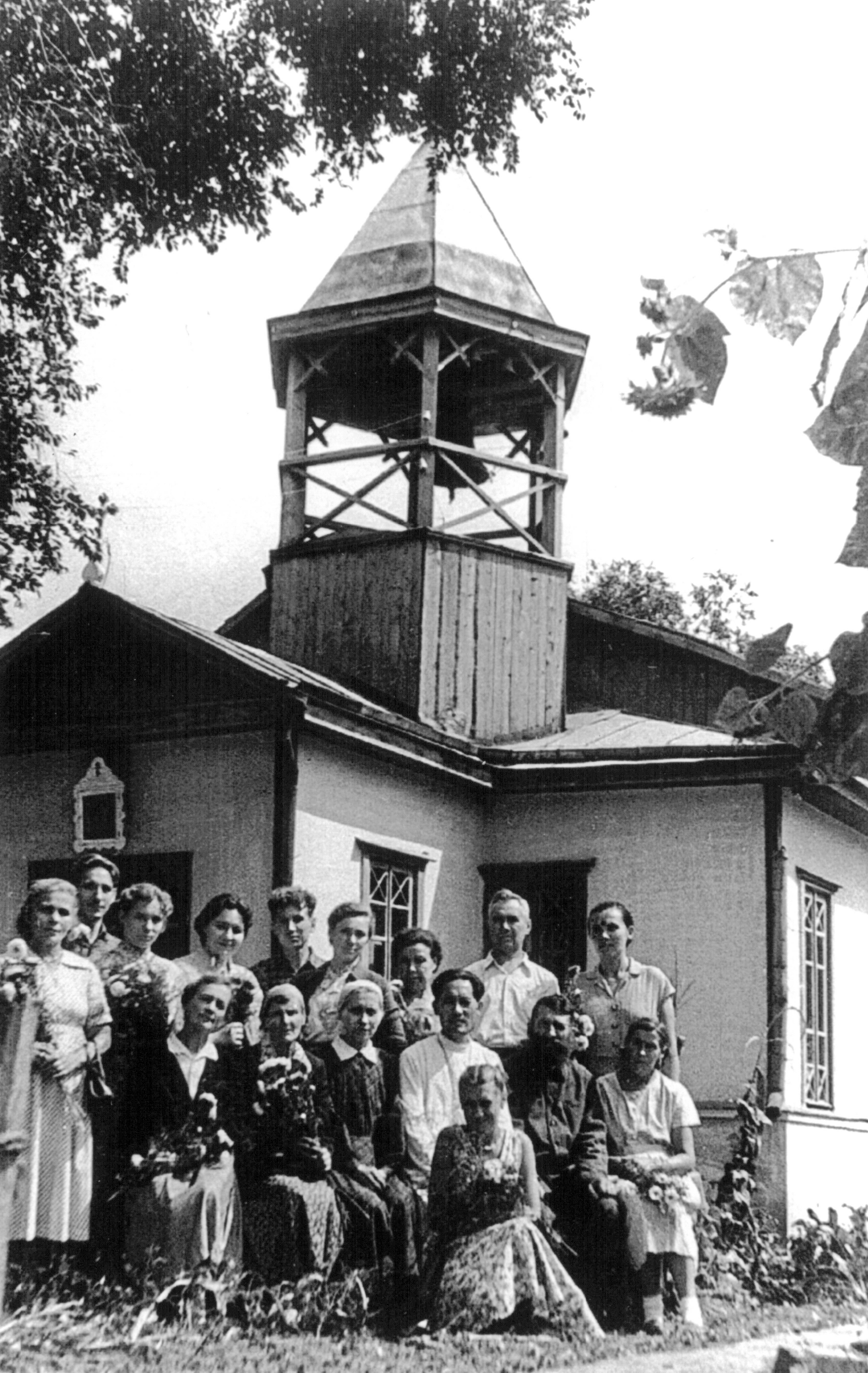

Преображенская церковь в Корпусном городке (кит. 哈尔滨懒汉屯主易圣容教堂) — бывший православный храм в Харбине, относившийся к Харбинской епархии Китайской православной церкви.

## История
Приход был создан в 1919 году. Храм построен в 1920 году из дерева усердием и на средства жителей Корпусного и Саманного городков и освящён в том же году во имя Преображения Господня. При церкви был создан кружок по украшению и благолепию храма, а также по оказанию помощи бедным русским людям.
Во время китайско-советского вооруженного конфликта в 1929 году на КВЖД волна русских беженцев хлынула в Харбин и лишь к 1930 году они стали возвращаться в Трёхречье. В 1929 годов на земельном участке Спасо-Преображенской церкви Корпусного городка в Харбине протоиерей Михаил Филологов создал «Дом-убежище митрополита Мефодия», поскольку в Харбин из Северной Маньчжурии в Харбин стало прибывать много русских беженцев с западной линии КВЖД, которых необходимо было приютить, одеть и накормить. Дом-убежище тогда же принял на своё попечение около 300 человек. Между тем беженцы всё время прибывали. Таким образом, в приюте скопилось около 600 человек. Для них епархиальным советом, затем епархиальным благотворительным комитетом и частными лицами отпускались необходимые средства. Приют-убежище постепенно расширялся. При нём были открыты: столярная и сапожная мастерские, иконописная мастерская, аптека. Летом призреваемые разрабатывают огород, сад, цветник и оранжерею. Средства для него собирались с помощью концертов, лотерей и сбора пожертвований. Когда волна беженцев схлынула, в приюте жили вдовы, сироты и престарелые люди из духовного звания.
По воспоминаниям Софьи Троицкой, церковь был «небольшая, светлая, благоукрашенная». По воспоминаниям харбинского священника Николая Падерина: «Спасо-Преображенский храм объединял значительное число православных жителей района Корпусного городка. Помимо прямых приходских обязанностей, причт Спасо-Преображенской церкви духовно окормлял насельников находившегося вблизи храма епархиального дома-убежища имени митрополита Мефодия. В этот приют принимались мужчины и женщины на склоне лет; содержались они на средства епархии. Некоторое время должность заведующего приютом исполнялась вторым священником Спасо-Преображенской церкви, который таким образом был для старцев и духовным наставником, и заботливым попечителем. Наличие старческого дома в Корпусном городке давало возможность прихожанам церкви посещать и морально поддерживать одиноких и больных старцев». По воспоминаниям Евгения Ланского: «Что в нём творилось в престольный праздник, 19 августа! Все ломилось от фруктов, овощей. Там был настоятель — протоиерей Александр Кочергин».
Храм был закрыт в 1962 году в связи с отъездом по болезни настоятеля Фотия Хо.

## Клир
Настоятели
- Андрей Знаменский (1919—1922)
- Александр Кочергин (1922—1944)
- Владимир Егоров (1944—1946)
- Ростислав Ган (1946—1953)
- Леонид Ушинский (1953—1957)
- Фотий Хо (1958—1962)

Сверхштатные священники
- Михаил Нежинцев (1934—1940)
- Николай Котляров (1937—1939)

диаконы
- Всеволод Петров (1920)
- Александр Петропавловский (1920—1935)
- Петр Вартминский (1936—1940)
- Иоанн Волков (1941)
- Владимир Егоров (1941—1944)
- Валентин Кармилов (1945—1948)
- Георгий Жирицкий (1948—1958)